# Гилберт (Западна Вирџинија)
Гилберт (енгл. Gilbert) град је у америчкој савезној држави Западна Вирџинија.

## Демографија
По попису из 2010. године број становника је 450, што је 33 (7,9%) становника више него 2000. године.
| Група             | 2000.       | 2010.       |
| Белци             | 408 (97,8%) | 446 (99,1%) |
| Афроамериканци    | 0 (0,0%)    | 0 (0,0%)    |
| Азијати           | 4 (1,0%)    | 1 (0,2%)    |
| Хиспаноамериканци | 0 (0,0%)    | 0 (0,0%)    |
| Укупно            | 417         | 450         |